# 与君相恋100次
《與妳的第100次愛戀》是2017年2月4日在日本公映的電影。導演為月川翔，主演為miwa和坂口健太郎。
本片也在臺灣、泰國、韓國、中國大陸等地上映。

## 演員列表
主要角色：
- 日向葵海：miwa 飾 (幼時：後藤由伊良 飾)
- 長谷川陸：坂口健太郎 飾 (幼時：高橋曽良 飾)
- 松田直哉：竜星涼 飾
- 相良里奈：真野惠里菜 飾
- 中村鉄太：泉澤祐希 飾

其他角色：
- 小原遙：太田莉菜 飾
- 大學教授：大石吾朗 飾
- 長谷川俊太郎：田邊誠一 飾
- 日向祐斗：中田圭祐 飾
- 日向圭子：堀內敬子 飾
- 花火師傅：福本清三 飾
- 醉漢：土佐和成 飾
- 祐斗女友：寺田育澄 飾
- 活動主持人：笠原秀幸 飾